# Поздняков, Владимир Иванович
Владимир Иванович Поздняков (17 августа 1909 год, станица Усть-Белокалитвенская, Ростовская область, Российская империя — 16 февраля 2002 года, Санкт-Петербург, Россия) — Герой Социалистического Труда (1966), управляющий трестом «Уралэлектромонтаж» Министерства монтажных и специальных строительных работ СССР города Свердловск, Почётный гражданин Свердловска.

## Биография
Родился 17 августа 1909 году в станице Усть-Белокалитвенская (ныне город Белая Калитва Ростовской области) в семье сельских учителей.
Свою трудовую деятельность начал землекопом в 1926 году.
В 1929 году закончил вечернее отделение Днепропетровского электротехнического техникума по специальности «электрик». В 1934 году закончил Харьковский электротехнический институт по специальности «инженер-электрик» без отрыва от производства.
Работал техником-электриком в электротехническом тресте, затем был заместителем главного инженера монтажного бюро в городе Кривой Рог в 1931—1934 годах. В 1934—1936 годах был главным инженером монтажного бюро в городе Никополь Днепропетровской области. В 1936—1939 годах был начальником Днепродзержинской монтажной конторы, а за тем главным инженером Криворожской монтажной конторы. В 1939—1941 годах был главным инженером Нижнетагильского управления треста «Уралэлетромонтаж» в городе Нижний Тагил Свердловской области.
В годы Великой Отечественной войны был главным инженером электромонтажного управления эвакуированного оборудования в Омске в 1941—1943 годах, затем начальником Днепропетровского электромонтажного управления в 1943—1946 годах.
В 1946—1977 годах был управляющим трестом «Уралэлектромонтаж» в Свердловске. С 1977 года работал в тресте «Севзапэлектромонтаже» (в Ленинграде), затем был заместителем генерального директора Санкт-Петербургской строительной фирмы «Аско».
Владимир Иванович жил в Санкт-Петербурге и скончался 16 февраля 2002 года.

## Награды
За свои достижения был награждён:
- 09.01.1943 — орден Красной Звезды;
- 14.03.1945 — орден Трудового Красного Знамени;
- 29.10.1949 — орден Трудового Красного Знамени;
- 1951 — Сталинская премия;
- 09.08.1958 — орден Ленина;
- 1962 - звание Заслуженный строитель РСФСР;
- 26.07.1966 — звание Герой Социалистического Труда с золотой медалью Серп и Молот и орден Ленина «за выдающиеся успехи, достигнутые в выполнении заданной семилетнего плана в капитальном строительстве»;
- 1973 — звание «Почётный гражданин Свердловска»;
- 09.01.1974 — орден Октябрьской Революции.